# Limnophora marginipennis
Limnophora marginipennis este o specie de muște din genul Limnophora, familia Muscidae, descrisă de Stein în anul 1911.
Este endemică în Peru. Conform Catalogue of Life specia Limnophora marginipennis nu are subspecii cunoscute.